# 포메라니아만

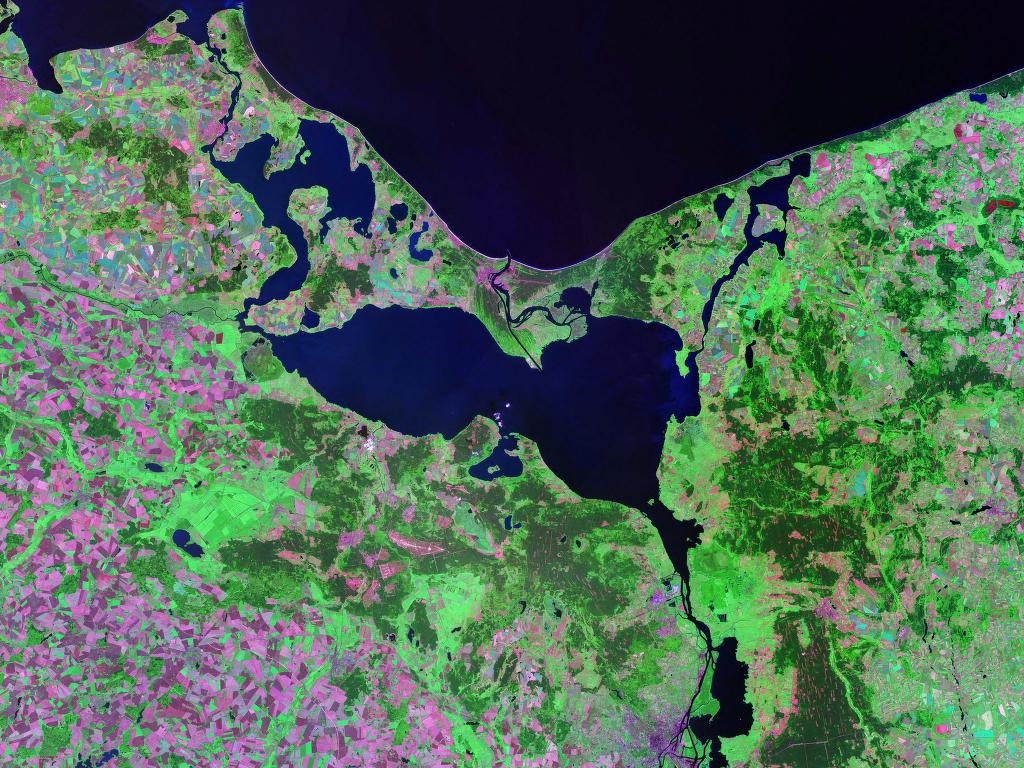
사진의 위쪽이 포메라니아만이다.

포메라니아만(폴란드어: Zatoka Pomorska, 독일어: Pommersche Bucht)은 발트해 남부 독일과 폴란드에 접한 만이다.
남쪽으로는 우제돔섬과 볼린섬을 경계로 오데르강 하구의 슈체친 석호와 나뉘어 있으며 페네강(Peene), 시비나강(Świna), 지브나 해협(Dziwna)을 통해 연결되어 있다. 북쪽으로는 독일 뤼겐섬, 동쪽으로는 폴란드 코워브제크와의 경계를 형성한다. 최대 수심은 20m, 염도는 8%이다.